# Ardisia muluensis
Ardisia muluensis är en viveväxtart som beskrevs av Benjamin Clemens Masterman Stone. Ardisia muluensis ingår i släktet Ardisia och familjen viveväxter. Inga underarter finns listade i Catalogue of Life.